# Acalypha zollingeri
Acalypha zollingeri är en törelväxtart som beskrevs av Johannes Müller Argoviensis. Acalypha zollingeri ingår i släktet akalyfor, och familjen törelväxter. Inga underarter finns listade i Catalogue of Life.